# Crypthelia stenopoma
Crypthelia stenopoma is een hydroïdpoliep uit de familie Stylasteridae. De poliep komt uit het geslacht Crypthelia. Crypthelia stenopoma werd in 1905 voor het eerst wetenschappelijk beschreven door Hickson & England. 